# Aspalathus flexuosa
Aspalathus flexuosa är en ärtväxtart som beskrevs av Carl Peter Thunberg. Aspalathus flexuosa ingår i släktet Aspalathus och familjen ärtväxter. Inga underarter finns listade i Catalogue of Life.